# Сент-Анжель (Коррез)
Сент-Анже́ль (фр. Saint-Angel, окс. Sent Angiau) — коммуна во Франции, находится в регионе Лимузен. Департамент — Коррез. Входит в состав кантона Юссель-Уэст. Округ коммуны — Юссель.
Код INSEE коммуны — 19180.
Коммуна расположена приблизительно в 380 км к югу от Парижа, в 90 км юго-восточнее Лиможа, в 45 км к северо-востоку от Тюля.

## Население
| Год  | Численность | Численность |
| ---- | ----------- | ----------- |
| 1968 | 638         | [ 7 ]       |
| 1975 | 512         | [ 7 ]       |
| 1982 | 562         | [ 7 ]       |
| 1990 | 566         | [ 7 ]       |
| 1999 | 590         | [ 7 ]       |
| 2006 | 668         | [ 7 ]       |
| 2011 | 665         | [ 7 ]       |
| 2013 | 691         |             |
| 2015 | 707         | [ 8 ]       |
| 2016 | 721         | [ 9 ]       |
| 2017 | 709         | [ 10 ]      |
| 2018 | 707         | [ 11 ]      |
| 2019 | 704         | [ 12 ]      |
| 2020 | 702         | [ 13 ]      |
| 2021 | 699         | [ 14 ]      |
| 2022 | 705         | [ 4 ]       |

## Экономика
В 2007 году среди 441 человека в трудоспособном возрасте (15-64 лет) 338 были экономически активными, 103 — неактивными (показатель активности — 76,6 %, в 1999 году было 75,2 %). Из 338 активных работали 311 человек (176 мужчин и 135 женщин), безработных было 27 (11 мужчин и 16 женщин). Среди 103 неактивных 31 человек были учениками или студентами, 36 — пенсионерами, 36 были неактивными по другим причинам.

## Достопримечательности
- Бывший монастырь Сен-Мишель-дез-Анж (XI—XII века). Памятник истории с 1840 года[16]

## Фотогалерея

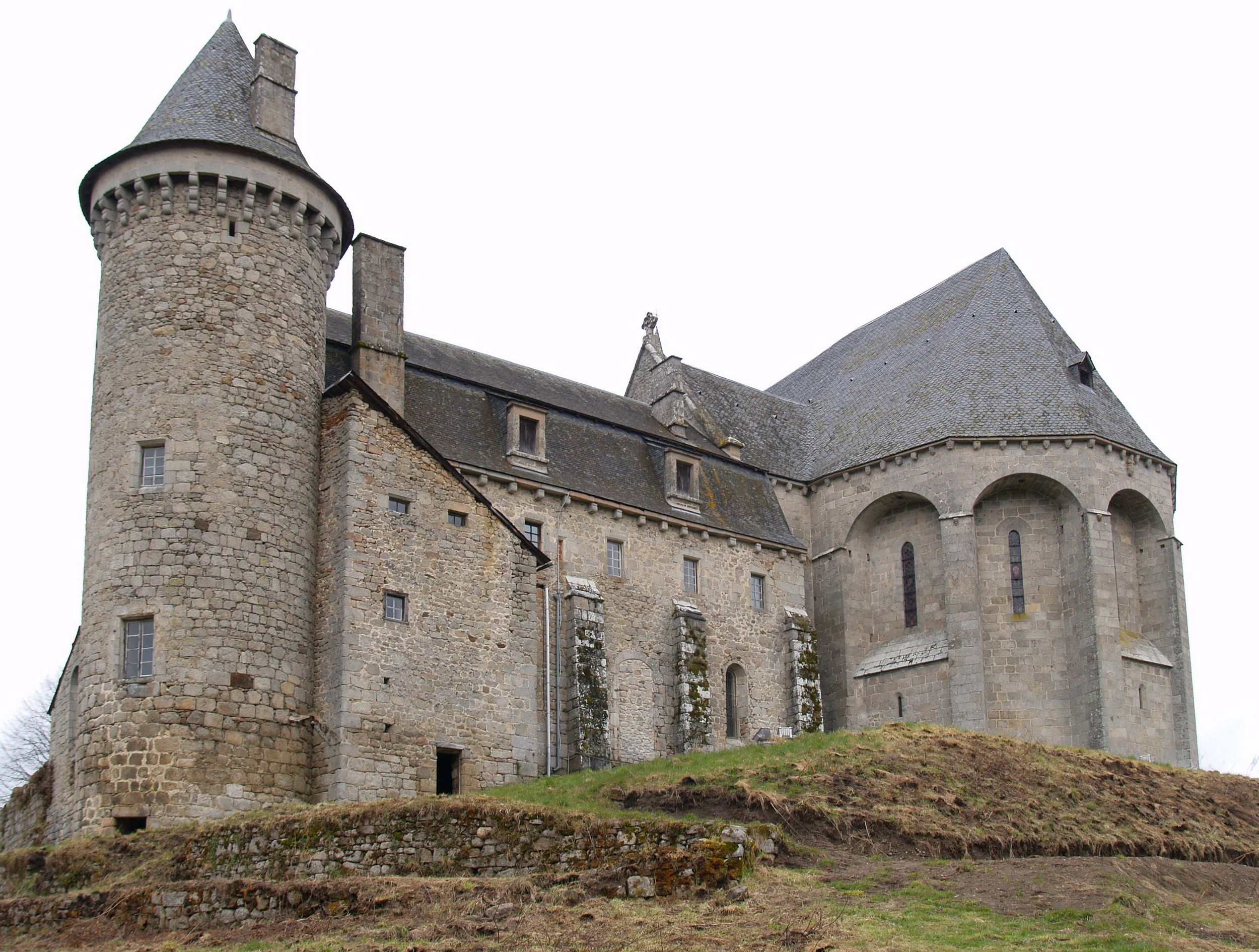
Монастырь Сен-Мишель-дез-Анж
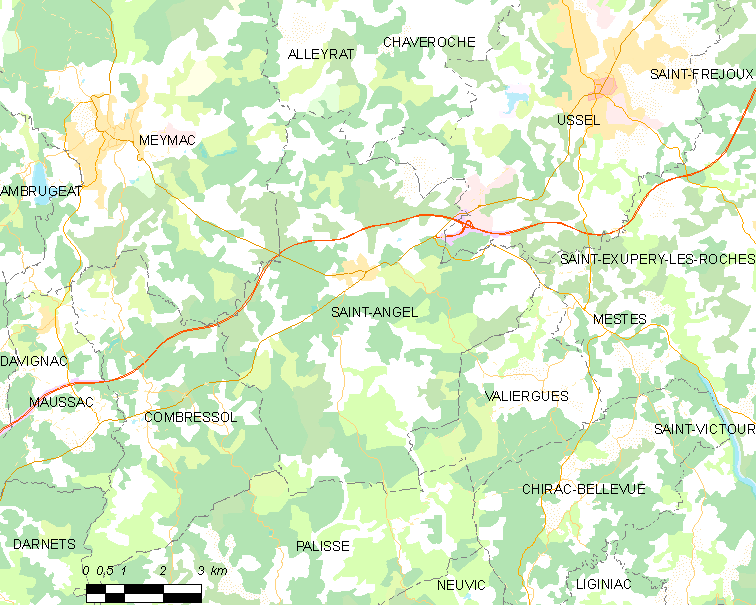
Карта коммуны